# Ed Krekelberg
Eduard Jacques Hubert (Ed) Krekelberg, ook wel pater Krekelberg s.j. (Maastricht, 20 april 1913 – Rijswijk, 24 februari 1978), was een Nederlands wiskundedocent en rooms-katholiek priester, jezuïet en activist.

## Leven en werk
Krekelberg trad in september 1931 te Grave in als jezuïet, studeerde wiskunde aan de Katholieke Universiteit Nijmegen en werd op 22 augustus 1947 aan het Maastrichtse Canisianum tot priester gewijd. Krekelberg was achtereenvolgens leraar wiskunde aan het Aloysius College in Den Haag, het Stanislascollege in Delft (1963-'71) en het Canisius College in Nijmegen. In later jaren haalde hij door diverse acties regelmatig de kranten. Zo was hij in de jaren zestig de initiatiefnemer voor het Comité Links Voorrang, een idee dat in 1964 internationaal in het nieuws kwam.
In verscheidene dagbladen bekritiseerde hij de uitgave van een special over seks in het rooms-katholieke jongerenblad Brats, die onder supervisie van het jongerenpastoraat gepubliceerd werd. Als gevolg daarvan werd hij uit de communiteit van Delft gezet en naar Wassenaar overgeplaatst.
In augustus 1970 gooide hij, onder het oog van een door hem zelf meegevraagde politieagent, in Maastricht een steen door de ruit van een seksshop aan de Brusselsestraat, recht tegenover de Aloysiusschool. Voor die actie werd hij in december 1970 veroordeeld tot 75 gulden boete, en in hoger beroep in mei 1971 werd die straf bevestigd. Krekelberg beriep zich voor de rechter op de tien geboden. In oktober 1972 werd het bedrag (inmiddels vermeerderd met deurwaarderskosten) op Krekelbergs salaris ingehouden, waardoor hij niet 15 dagen de gevangenis in hoefde. De Jezuïetenorde vergoedde de schade van 1269 gulden voor de 1 centimeter dikke winkelruit.
Ook in augustus 1970 riep Krekelberg samen met de pater assumptionist Winand Kotte alle priesters in Nederland op zich aan te sluiten bij zijn Sint-Willibrordusgemeenschap, die zich ten doel stelde een front te vormen tegen de modernistische stromingen in de Nederlandse Kerk. In Delft leidde hij jarenlang de conservatieve "interparochie Maria van Nazareth".
Krekelberg was veeleisend en rusteloos. Het bidprentje bij zijn overlijden bevatte de zinsnede: "De trouwe Heer geve Eduard de rust, die hij in zijn abrupt afgebroken leven nooit heeft gezocht (...)". Krekelberg werd begraven in Nijmegen.

## Publicaties
- 'Voorrang. Kernprobleem in de verkeersanalyse'. In: Streven, aug.-sept. 1964
- ' De Kerk na het concilie', conferentie Mgr. Marcel Lefebvre, Rome, 6 juni 1977[6]